# لي دونغ جون
لي دونغ جون (الكورية: 이동준) مواليد 27 يناير 1980، هو لاعب كرة سلة كوري جنوبي. يبلغ طوله 6 قدم 5 بوصة (2.0 م). حقق المركز الثالث في بطولة أمم آسيا لكرة السلة 2007.

## المسيرة الاحترافية
لعب مع غويانغ أوريون أوريونس من سنة 2007 إلى 2012، ثم لعب مع سول سامسونج ثندرز من سنة 2012 إلى 2015، ثم لعب مع نادي سول نايتس لكرة السلة في موسم 2015–2016.

## الميداليات
| الميدالية | المسابقة                       |
| --------- | ------------------------------ |
| برونزية   | بطولة أمم آسيا لكرة السلة 2007 |